# Michenjele
Michenjele è una circoscrizione rurale (rural ward) della Tanzania situata nel distretto di Tandahimba, regione di Mtwara. Conta una popolazione di 6 333 abitanti (censimento 2012).